# Francesco Scianna
Ne doit pas être confondu avec Ferdinando Scianna.
Francesco Scianna, né le 25 mars 1982 à Palerme en Sicile, est un acteur italien.

## Biographie
Il fait des études de théâtre et sort diplômé de l'Académie nationale d'art dramatique Silvio-D'Amico.
Il débute au cinéma en 2002 dans Le plus beau jour de ma vie de Cristina Comencini.
En 2009, il est l'un des acteurs principaux de Baarìa, avec Margareth Madè, un film réalisé par Giuseppe Tornatore.

## Filmographie sélective
- 2002 : Le plus beau jour de ma vie de Cristina Comencini : Marco
- 2004 : L'Odeur du sang de Mario Martone
- 2007 : L'uomo di vetro de Stefano Incerti : Salvatore
- 2009 : Baarìa de Giuseppe Tornatore : Giuseppe "Peppino" Torrenuova
- 2010 : L'Ange du mal de Michele Placido : Francis Turatello
- 2011 : Je t'aime trop pour te le dire de Marco Ponti : Pietro
- 2012 : L'industriale de Giuliano Montaldo : Ferrero
- 2013 : Comme le vent de Marco Simon Puccioni : Riccardo Rauso
- 2014 : Allacciate le cinture de Ferzan Özpetek : Giorgio
- 2015 : The Price of Desire de Mary McGuckian : Jean Badovici
- 2015 : Latin Lover de Cristina Comencini : Saverio
- 2016 : Ben-Hur de Timour Bekmambetov
- 2022 : Il filo invisibile de Marco Simon Puccioni : Simone

### Télévision
- 2005 : Il grande Torino
- 2007 : Corleone : Leoluca Bagarella
- 2010 : Le cose che restano : Cataldo
- 2016-2018 : La mafia uccide solo d'estate : Massimo
- 2017 : Maltese : Mauro Licata
- 2021-2022 : A casa tutti bene - La serie : Carlo

## Distinctions et récompenses
- Ruban d'argent du meilleur acteur 2013 : nomination pour son rôle dans Itaker - Vietato agli italiani
- Ruban d'argent du meilleur acteur dans un second rôle 2015 : nomination pour son rôle dans Latin Lover de Cristina Comencini
- Globe d'or du meilleur acteur 2015 : nomination pour son rôle dans Latin Lover de Cristina Comencini